# 임학양
임학양(1969년 8월 25일 ~)은 대한민국의 전 축구 선수다.

## 출신 학교
- 동래고등학교
- 광운대학교

## 같이 보기
- 전북 버팔로